# Federació Tunisiana de Futbol
La Federació Tunisiana de Futbol (FTF) —àrab: الجامعة التونسية لكرة القدم, al-Jāmiʿa at-Tūnisiyya li-Kurat al-Qadam, ‘Agrupació Tunisiana de Futbol’; en francès: Fédération Tunisienne de Football— és la institució que regeix el futbol a Tunísia. Agrupa tots els clubs de futbol del país i es fa càrrec de l'organització de la Lliga tunisiana de futbol i la Copa. També és titular de la Selecció de futbol de Tunísia absoluta i les de les altres categories. Té la seu a Tunis.
- Afiliació a la FIFA: 1960
- Afiliació a la CAF: 1960
- Afiliació a la UAFA: 1976
- Afiliació a la UNAF: 2005